# Mahathir Mohamad
Dr. Mahathir ibn Mohamad (Alor Setar, Malezija, 10. srpnja 1925.) - malezijski političar koji je od 1981. godine do 2003. godine bio premijer Malezije. Ponovo je postao premijer 10. svibnja 2018. godine, po drugi put, poslije neočekivane pobjede na izborima njegove, tada opozicijske stranke. Time je postao najstariji svjetski lider s 92 godine. Podnio je ostavku u veljači 2020. godine nakon neuspjelog pokušaja formiranja nove vladajuće koalicije.
Rođen i odrastao u Alor Setaru, u malezijskoj državi Kedah, Mahathir je odlično prolazio u školi i postao je liječnik. Bio je aktivan u Ujedinjenoj Malezijskoj nacionalnoj organizaciji (UMNO) prije nego što je ušao u parlament 1964. godine. Služio je jedan mandat prije nego što je izgubio mjesto, nakon čega je došao u sukob s premijerom Tunku Abdulom Rahmanom i bio izbačen iz UMNO-a. Kada je Abdula Rahman podnio ostavku, Mahathir je ponovo ušao u UMNO i parlament, a unaprijeđen je u Vladu, gdje je obavljao funkciju ministra obrazovanja od 1974. godine do 1978. godine te ministra trgovine i industrije od 1978. godine do 1981. godine. Postao je zamjenik premijera 1976. godine. Godine 1981., položio je zakletvu na mjestu premijera nakon ostavke svog prethodnika Husseina Onna.
Tijekom njegovog dugogodišnjeg mandata Malezija je doživjela veliki ekonomski procvat i postala jedan od azijskih tigrova. Siromaštvo je gotovo iskorijenjeno i nastala je multietnička srednja klasa čime je Malezija barem djelomično postala pošteđena krvavih etničkih i vjerskih sukoba koje su je bile mučile u prošlosti. Godine 1997. Mahathir se suočio s istočnoazijskom ekonomskom krizom i uspješno je prebrodio tako što je potpuno ignorirao savjete Zapada (MMF-a, Svjetske banke, SAD-a, Europske unije).
Iako je podržavao američke investicije, Mahathir je bio žestoki kritičar američke vanjske politike, zapadne ekonomske politike i rata u Iraku.
Dana, 22. lipnja 2002. najavio je povlačenje s funkcije premijera, što je i učinio godinu dana kasnije.
Ponovo je postao premijer 10. svibnja 2018. godine, po drugi put, poslije neočekivane pobjede na izborima njegove, tada opozicijske stranke. Time je postao najstariji svjetski lider s 92 godine. Podnio je ostavku u veljači 2020. godine nakon neuspjelog pokušaja formiranja nove vladajuće koalicije.

## Vanjske poveznice
- Razgovor s Mahathirom Mohamadom, serijal Recite Al Jazeeri, Al Jazeera Balkans, 4. srpnja 2023.